# 이스마엘 오마르 모스테파이
이스마엘 오마르 모스테파이(프랑스어: Ismaël Omar Mostefaï, 1985년 11월 21일 ~ 2015년 11월 13일)는
2015년 11월 파리 테러를 저지른 프랑스 출신의 이슬람 극단주의자이자 ISIL 소속의 테러리스트이다.